# Adolf Johann Hoeffler
Pour les articles homonymes, voir Hoeffler.

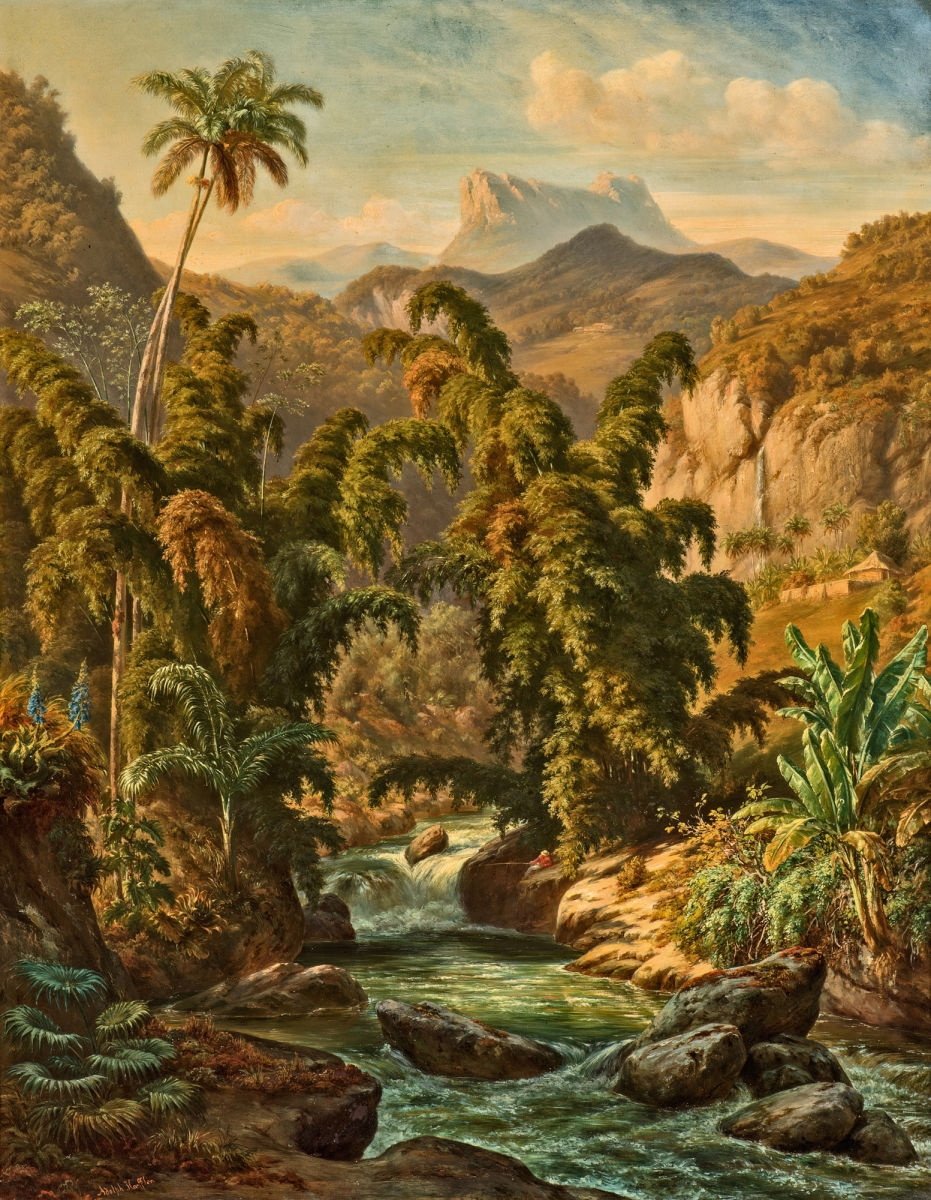
Paysage cubain.

Adolf Johann Hoeffler, né le 24 décembre 1825 à Francfort-sur-le-Main et mort le 19 mars 1898 dans la même ville, est un peintre paysagiste et un dessinateur allemand, également actif aux États-Unis et à Cuba.

## Biographie
Adolf Johann Hoeffler est le fils du peintre Heinrich Friedrich Höffler et de Johanna Eleonora Hoeffler. 
Il étudie la peinture à l'École Städel et, à partir du 14 novembre 1847, à l'Académie royale des arts de Munich et, en 1848, sous la direction de Karl Ferdinand Sohn à l'Académie des arts de Düsseldorf.
Adolf Johann Hoeffler passe la période de 1848 à 1853 en Amérique du Nord et à Cuba. Il gagne sa vie en peignant des portraits. Il visite de nombreux États américains : Louisiane, Wisconsin, Pennsylvanie, Maryland, Ohio et New York. De ces voyages d'étude, il rapporte des croquis qu'il ramène en Allemagne à son retour et qui lui servent de modèles pour des peintures à l'huile. Plus tard, il se consacre aux motifs paysagers de la région de Francfort. Il visite également l'Italie.
Il publie des carnets de voyage illustrés dans le Harper's Magazine et il enseigne également au Städelsches Kunstinstitut. Johann Christian Heerdt est l'un de ses élèves. 
Adolf Johann Hoeffler est l'époux d'Anna Catharina Hoeffler.